# Oliveira do Douro (Vila Nova de Gaia)
Oliveira do Douro è una parrocchia civile (freguesia) nel comune di Vila Nova de Gaia. La popolazione nel 2011 era di 22 383 abitanti, su una superficie di 6,72 km².